# Crom (Conan)
Crom es un dios de ficción creado por el autor estadounidense Robert E. Howard. Se lo menciona principalmente en los juramentos del personaje Conan el Cimmerio y adorado, se supone, por la gente de Cimmeria. Probablemente su nombre derive de la antigua deidad céltica Cromm Cruach, siendo los cimmerios una especie de protoceltas en el mundo prehistórico de la Era Hiboria creado por Howard.

## Naturaleza del dios
Crom es un dios tenebroso y salvaje siempre observando desde lo alto de su montaña nubes oscuras y nieblas misteriosas, listo para sentenciar el destino y la muerte de los hombres. Es inútil invocarle, pues odia a los débiles. De todos modos, insufla valor a los hombres cuando nacen, así como voluntad para acabar con los enemigos y se dice que es favorable frente al coraje y tenacidad en los mortales, aunque al final la persona fracase en el intento. Para Conan era lo único que cabía esperar de un dios. Por lo demás, no hace nada, ni bueno ni malo, por los mortales.
Conan destaca en su conversación que es mejor no hacer nada que pueda atraer la atención de Crom, ya que éste sólo trae problemas; por eso no es muy venerado en las historias de Howard, es más, es nombrado en maldiciones y juramentos. También se le invoca para hacer acopio de valor. Todo esto no implica que haga nada, bueno o malo, por los mortales.
Él es el único miembro del panteón cimmerio nombrado con frecuencia, aunque otra deidad celta Manannán mac Lir es mencionada por Conan en una historia.

## El más allá
Según las palabras de Conan con Bêlit, los hombres luchan y sufren en vano en el mundo de los vivos, y sólo encuentran placer en el torbellino enloquecedor de la batalla; una vez muertos, sus almas entran en un reino gris, lleno de nubes y azotado por vientos helados, donde vagan tristes y melancólicas durante toda la eternidad. Estas palabras explican la actitud hedonista de Conan, que únicamente busca vivir intensamente su vida, saborear buenas comidas y vinos, gozar de las mujeres y dejarse llevar por la locura en la batalla.